# Trirhacus globulifera
Trirhacus globulifera är en insektsart som först beskrevs av Wagner 1939.  Trirhacus globulifera ingår i släktet Trirhacus och familjen kilstritar.
Artens utbredningsområde är Albanien. Inga underarter finns listade i Catalogue of Life.